# Cantó d'Hérouville-Saint-Clair (Caen-5)
El cantó d'Hérouville-Saint-Clair (Caen-5) és un cantó francès del departament de Calvados, situat al districte de Caen. Compta amb 1 municipi i el cap es Hérouville-Saint-Clair.

## Municipis
- Hérouville-Saint-Clair

## Història
| Data d'elecció                           | Identitat        | Partit | Qualitat |
| ---------------------------------------- | ---------------- | ------ | -------- |
| 1973-1979                                | M. Duncombe      | RI     |          |
| 1979-1985                                | François Geindre | PS     |          |
| 1985-1988                                | Louis Mexandeau  | PS     |          |
| 1988-1998                                | Serge Lézement   | PS     |          |
| 1998-2004                                | Philippe Bernard | PS     |          |
| 2004-2011                                | Emmanuel Renard  | PS     |          |
| 2011-                                    | Thierry Legouix  | PS     |          |
| les dades anteriors no són pas conegudes |                  |        |          |
|                                          |                  |        |          |